# Binatlı Yılmaz SK
Le Binatlı Yılmaz Spor Kulübü, plus couramment abrégé en Binatlı Yılmaz SK, est un club de football de Chypre du Nord fondé en 1940 et basé dans la ville de Morphou. 
Il joue ses matchs à domicile au Stade Zafer de Morphou.

## Palmarès
| \| - Championnat de Chypre du Nord (1) : - Champion : 2002-03. - Coupe de Chypre du Nord (1) : - Vainqueur : 2004-05. - Finaliste en 1992 \| \| - Championnat de Chypre du Nord D2 (1) : - Champion : 2007-08. - Başbakanlık Kupası (1) : - Vainqueur : 1983-84. \| |  | |
| - Championnat de Chypre du Nord (1) : - Champion : 2002-03. - Coupe de Chypre du Nord (1) : - Vainqueur : 2004-05. - Finaliste en 1992 |  | - Championnat de Chypre du Nord D2 (1) : - Champion : 2007-08. - Başbakanlık Kupası (1) : - Vainqueur : 1983-84. |

## Personnalités du club

### Présidents du club
- Orsel Neşe
- Softa Çayanoğlu

### Entraîneurs du club
- Gökmen Davutoğlu